# مونتوریو رومانو
مونتوریو رومانو (به ایتالیایی: Montorio Romano) یک کومونه در ایتالیا است که در استان رم واقع شده‌است.

## خصوصیات
مونتوریو رومانو ۲۳٫۰ کیلومترمربع مساحت و ۲٬۰۴۸ نفر جمعیت دارد و ۵۷۵ متر بالاتر از سطح دریا واقع شده‌است.